# جورج آرثر (لاعب كرة قدم)
جورج آرثر (بالإنجليزية: George Arthur)‏ (30 يونيو 1968 في غانا - 14 يونيو 2015 في غانا) هو لاعب كرة قدم غاني في مركز الهجوم. شارك مع منتخب غانا لكرة القدم. أما مع النوادي، فقد لعب مع أشانتي كوتوكو والنادي الأهلي وBA Stars F.C. ‏ وفورماتيا فورمز ‏.

## وصلات خارجية
- جورج آرثر على موقع الاتحاد الدولي (مؤرشف)  (الإنجليزية)
- جورج آرثر على موقع قاعدة بيانات كرة القدم.إي يو (الإنجليزية)
- جورج آرثر على موقع ناشيونال فوتبول تيمز (الإنجليزية)